# Commiphora pseudopaolii
Commiphora pseudopaolii är en tvåhjärtbladig växtart som beskrevs av Jan Bevington Gillett. Commiphora pseudopaolii ingår i släktet Commiphora och familjen Burseraceae. Inga underarter finns listade i Catalogue of Life.